# Don Keefer
Don Keefer (* 18. August 1916 als Donald Hood Keefer in Highspire, Dauphin County, Pennsylvania; † 7. September 2014 in Sherman Oaks, Kalifornien) war ein US-amerikanischer Schauspieler.

## Leben
Keefer wuchs als jüngster von drei Söhnen auf. Der Sohn eines Schlachters und einer Hausfrau absolvierte die American Academy of Dramatic Arts und stand in seinem Abschlussjahr auf der Theaterbühne der Weltausstellung. Er war zudem eines der Gründungsmitglieder des The Actors Studio, wo er Method Acting studierte. 1941 feierte er sein Broadwaydebüt. Von 1949 bis 1950 war er in der Originalproduktion von Arthur Millers Tod eines Handlungsreisenden als Bernard zu sehen und war als einziger Darsteller in allen Aufführungen zu sehen. Die Produktion mit Lee J. Cobb in der Hauptrolle gewann 1949 sechs Tony Awards und wurde 1951 verfilmt; Keefer war neben Cameron Mitchell und Mildred Dunnock einer von drei Schauspielern der Uraufführungs-Besetzung, die ihre Rolle auch in der Verfilmung spielten. Die für fünf Oscars nominierte Literaturverfilmung war zudem seine Spielfilmpremiere.
Seine Karriere kam jedoch ins Stocken, und er erhielt in der Folge nur kleine Filmrollen; sein Auftritt in Die Caine war ihr Schicksal zum Beispiel blieb ohne Namensnennung im Abspann. Früh wandte er sich daher dem Fernsehen zu, wo er insgesamt sechs Jahrzehnte lang Engagements erhielt. Er war als Gastdarsteller unter anderem in berühmten Serien wie Auf der Flucht, Raumschiff Enterprise, Columbo, Die Straßen von San Francisco, Ein Engel auf Erden und Emergency Room – Die Notaufnahme zu sehen. Spätere, meist kleine, Filmrollen hatte er in Zwei Banditen, Der Teufel auf Rädern und Der Dummschwätzer. Einen größeren Auftritt absolvierte Keefer 1973 in Woody Allens Science-Fiction-Film-Parodie Der Schläfer als Dr. Tyron.
Keefer starb 2014 im Alter von 98 Jahren; seine Ehefrau, die Schauspielerin Catherine McLeod, war bereits 1997 verstorben. Er hinterließ drei Söhne.

## Filmografie (Auswahl)

### Kino- und Fernsehfilm
- 1951: Der Tod eines Handlungsreisenden (Death of a Salesman)
- 1952: Frau in Weiß (The Girl in White)
- 1954: Terror in Block 11 (Riot in Cell Block 11)
- 1954: Die Caine war ihr Schicksal (The Caine Mutiny)
- 1954: Immer jagte er Blondinen (The Human Jungle)
- 1955: Seine letzte Chance (Six Bridges to Cross)
- 1956: Klar Schiff zum Gefecht (Away All Boats)
- 1957: Die Höllenhunde des Pazifik (Hellcats of the Navy)
- 1958: Torpedo los! (Torpedo Run)
- 1960: Eine Frau für zwei Millionen (Cash McCall)
- 1966: Die „allerletzten“ Geheimagenten? (The Last of the Secret Agents?)
- 1966: Die Russen kommen! Die Russen kommen! (The Russians Are Coming, the Russians Are Coming)
- 1969: Zwei Banditen (Butch Cassidy and the Sundance Kid)
- 1969: Gaily, Gaily
- 1970: Kampf den Talaren (R. P. M.)
- 1970: Nichts wie weg, Rabbit (Rabbit, Run)
- 1971: Die Grissom Bande (The Grissom Gang)
- 1973: Der Große aus dem Dunkeln (Walking Tall)
- 1973: In der Falle des Lockvogels (The Bait, Fernsehfilm)
- 1973: So wie wir waren (The Way We Were)
- 1973: Der Schläfer (Sleeper)
- 1975: FBI – Kampf dem Terror (Attack on Terror: The FBI vs. the Ku Klux Klan, Fernsehfilm)
- 1977: Billy Jack Goes to Washington
- 1977: Der Teufel auf Rädern (The Car)
- 1977: Es brennt an allen Ecken (Fire Sale)
- 1978: Tödliche Spiegel (Mirrors)
- 1980: Der Scarlett-O’Hara-Krieg (The Scarlett O’Hara War, Fernsehfilm)
- 1981: Fünf Gesichter der Angst (The Five of Me, Fernsehfilm)
- 1983: Der lange Abschied (Who Will Love My Children?, Fernsehfilm)
- 1991: Lucy & Desi – Blick hinter die Kulissen (Lucy and Desi: Before the Laughter, Fernsehfilm)
- 1991: Die blonde Versuchung (The Marrying Man)
- 1997: Der Dummschwätzer (Liar Liar)

### Fernsehserien
- 1947: The Borden Show (eine Folge)
- 1947–1948: Kraft Television Theatre (5 Folgen)
- 1957: Richard Diamond, Privatdetektiv (Richard Diamond, Private Detective, Folge 1x07)
- 1957–1960: Have Gun – Will Travel (3 Folgen)
- 1957–1961: Alfred Hitchcock präsentiert (Alfred Hitchcock Presents, 3 Folgen)
- 1957–1973: Rauchende Colts (Gunsmoke, 10 Folgen)
- 1959: Peter Gunn (Folge 2x05)
- 1960: Tausend Meilen Staub (Rawhide, Folge 2x13)
- 1960: Vater ist der Beste (Father Knows Best, Folge 6x16)
- 1960–1961: Mein unmöglicher Engel (Angel, 26 Folgen)
- 1961–1964: Twilight Zone (The Twilight Zone, 3 Folgen)
- 1962: Wagen 54, bitte melden (Car 54, Where Are You?, Folge 2x07)
- 1963: The Real McCoys (Folge 6x36)
- 1964: Auf der Flucht (The Fugitive, Folge 1x18)
- 1964: Gauner gegen Gauner (The Rogues, Folge 1x03)
- 1964: Mein Onkel vom Mars (My Favorite Martian, 2 Folgen)
- 1965: The Munsters (Folge 2x07)
- 1966: Verliebt in eine Hexe (Bewitched, Folge 3x08 Werkspionage)
- 1966–1968: Im Wilden Westen (Death Valley Days, 3 Folgen)
- 1966–1969: Die Leute von der Shiloh Ranch (The Virginian, 3 Folgen)
- 1966–1973: FBI (The F.B.I., 5 Folgen)
- 1967: Kobra, übernehmen Sie (Mission: Impossible, Folge 1x18)
- 1967/1968: The Andy Griffith Show (2 Folgen)
- 1968: Der Marshall von Cimarron (Cimarron Strip, Folge 1x15)
- 1968: Raumschiff Enterprise (Star Trek, Folge 2x26 Ein Planet, genannt Erde)
- 1968: The Name of the Game (Folge 1x10)
- 1968/1969: Die Spur des Jim Sonnett (The Guns of Will Sonnett, 2 Folgen)
- 1969/1971: Bonanza (2 Folgen)
- 1970: High Chaparral (The High Chaparral, Folge 4x02)
- 1971: Alias Smith und Jones (Alias Smith and Jones, Folge 1x10)
- 1971–1972: Columbo (2 Folgen)
- 1972: Banacek (Folge 1x04)
- 1972/1974: Dr. med. Marcus Welby (Marcus Welby, M.D., 2 Folgen)
- 1974: McMillan & Wife (Folge 4x03)
- 1974: The New Perry Mason (Folge 1x14)
- 1974/1975: Kung Fu (2 Folgen)
- 1974–1979: Barnaby Jones (Fernsehserie, 4 Folgen)
- 1975: Baretta (Folge 2x08)
- 1975: Die Zwei mit dem Dreh (Switch, Folge 1x09)
- 1975: Die knallharten Fünf (S.W.A.T., Folge 2x13)
- 1976: Die Straßen von San Francisco (The Streets of San Francisco, Folge 4x20)
- 1977: Eine amerikanische Familie (Family, Folge 2x16)
- 1977: Die Waltons (The Waltons, Folge 5x24)
- 1977: Starsky & Hutch (Folge 2x25)
- 1978: Der unglaubliche Hulk (The Incredible Hulk, Folge 1x07 747)
- 1979: Roots – Die nächsten Generationen (Roots: The Next Generations, Miniserie, 2 Folgen)
- 1979–1982: Quincy (Quincy, M.E., Fernsehserie, 3 Folgen)
- 1981: Love Boat (The Love Boat, Folge 5x03)
- 1982: Creepshow
- 1984: Imbiss mit Biss (Alice, Fernsehserie, Folge 9x02)
- 1986: Ein Engel auf Erden (Highway to Heaven, Folge 3x03)
- 1992/1995: Picket Fences – Tatort Gartenzaun (Picket Fences, 2 Folgen)
- 1995: Emergency Room – Die Notaufnahme (ER, Folge 1x20 Nacht der Frauen)
- 1996: Superman – Die Abenteuer von Lois & Clark (Lois & Clark: The New Adventures of Superman, Folge 4x05)
- 1996: Profiler (Folge 1x06)

## Broadway
- 1941–1943: Junior Miss
- 1943–1944: Harriet
- 1945: Othello
- 1949–1950: Tod eines Handlungsreisenden
- 1952: Flight into Egypt